# Sihem Ayadi
Pour les articles homonymes, voir Ayadi.
Sihem Ayadi (arabe : سهام العيادي) est une journaliste et femme politique tunisienne. Elle est secrétaire d'État auprès du ministre de la Jeunesse, des Sports et de l'Intégration professionnelle de 2020 à 2021.

## Biographie

### Études
Sihem Ayadi est diplômée de la faculté de droit et des sciences politiques de l'université de Tunis - El Manar (diplôme d'études universitaires) et de l'Institut de presse et des sciences de l'information (maîtrise). Elle possède également un certificat en journalisme audiovisuel du Centre italien d'études supérieures pour la formation et la mise à jour en journalisme audiovisuel (it),,.

### Carrière professionnelle
À partir de 1994, elle est animatrice et productrice de radio et de télévision, en Tunisie et à l'étranger,.
Elle a dirigé le service des sports de la radio nationale, supervisant également ceux des radios régionales et centrales affiliées. Elle est la première femme tunisienne à avoir commenté des matchs de football et animé des débats dédiés aux sports à la radio et à la télévision. Elle a aussi été à la tête du bureau sportif de la télévision MBC, ainsi que correspondante de la radio britannique BBC à Tunis et collaboratrice de la radio allemande Deutsche Welle.
Elle est membre de la commission féminine de l'Association internationale de la presse sportive, membre du Comité femme de l'Union arabe de la presse, ancienne membre du Supreme Committee for Delivery & Legacy et membre du bureau exécutif du projet d'initiative Media Sport Bridge[Quoi ?].

### Carrière politique
Le 2 septembre 2020, elle est nommée secrétaire d'État tunisienne auprès du ministre de la Jeunesse, des Sports et de l'Intégration professionnelle Kamel Deguiche dans le gouvernement de Hichem Mechichi. Le 13 septembre 2021, le président Kaïs Saïed met fin à ses fonctions de secrétaire d'État et de ministre par intérim.

## Décorations
- Ordre du Mérite culturel tunisien[2],[3] (première journaliste sportive du pays à avoir reçu cette décoration[5])
- Prix de l'Excellence de l'Union arabe de la presse sportive[2],[3]
- Prix Saleh Al Kamel pour la créativité dans les médias sportifs arabes[1],[3]